# Dendrobium holochilum
Dendrobium holochilum är en orkidéart som beskrevs av Rudolf Schlechter. Dendrobium holochilum ingår i släktet Dendrobium, och familjen orkidéer. Inga underarter finns listade i Catalogue of Life.